# Klelia Rachela Barbieri
Klelia Rachela Barbieri (ur. 13 lutego 1847 w Budrie, dzielnicy San Giovanni in Persiceto, zm. 13 lipca 1870 w Bolonii) – święta Kościoła katolickiego, włoska zakonnica, założycielka "minimitek" od św. Franciszka z Paoli, zgromadzenia Sióstr Mniejszych od Matki Bożej Bolesnej (wł. La congregazione delle "Suore Minime dell’Addolorata").

## Życiorys
Klelia (wł. Clelia) przyszła na świat w ubogiej rodzinie Giuseppe Barbieri i Hiacynty Nannetti. Mając 8 lat, podczas epidemii cholery w 1855 roku, straciła ojca. 17 czerwca 1858 przyjęła Pierwsza Komunię Świętą. Od tego dnia Krzyż Matki Boskiej Bolesnej inspirował jej duchowość.
 W wieku 21 lat wspólnie z Teodorą Baraldi i Urszulą Donati założyła zgromadzenie zakonne, nazwane Instytutem Sióstr Mniejszych od Matki Boskiej Bolesnej. Zmarła na gruźlicę mając zaledwie 23 lata.

## Głos
Śmierć Barbieri wkrótce zaowocowała niezwykłym i niewyjaśnionym zdarzeniem. Według relacji świadków od czasu do czasu słychać głos świętej, jak przyłącza się do śpiewanych przez mniszki pieśni, albo czyta Pismo Święte. Niekiedy słychać jej głos podczas mszy i kazań. Zjawisko to było opisywane w różnych parafiach, które odwiedzała, oraz w domach, w których znajduje się jej zakon. Niekiedy jej głosowi towarzyszyła muzyka harf.
Wielu świadków złożyło zeznania przed trybunałami kościelnymi badającymi cuda przed beatyfikacją Klelii (1968), potwierdzając pod przysięgą istnienie tego fenomenu.
Pierwsze odnotowane zdarzenie miało miejsce w 1871 roku.

## Kult
Klelia została beatyfikowana przez Pawła VI 27 października w 1968, a kanonizowana przez Jana Pawła II 9 kwietnia 1989 roku.
Jej wspomnienie liturgiczne w Kościele katolickim obchodzone jest 13 lipca.